# Torscharte
Die Torscharte (1815 m ü. A.) ist ein Einschnitt im Grat, der sich von der Nördlichen Karwendelkette nach Norden zum Torkopf zieht und das Rontal im Westen vom Tortal im Osten trennt. Der Sattel selbst ist breit und grasig und dient als Almweide der Tortalalm.

## Tourenmöglichkeiten
Die Torscharte ist der höchste Punkt der Rontal-Tortal Runde, die als Ski-, Schneeschuh oder Bergtour begangen werden kann. Einziger einfacher zugänglicher Gipfel vom Sattel aus ist der Torkopf im Norden. Im Süden schließen sich dagegen die steilen unzugänglichen Nordwände der Nördlichen Karwendelkette an.